# Barguelonnette
La Barguelonnette ou  Petite Barguelonne est une rivière du Sud-Ouest de la France 
arrosant les départements du Lot et du Tarn-et-Garonne,
en région Occitanie. C'est un sous-affluent de la Garonne par la Barguelonne, dont elle est le principal affluent.

## Géographie

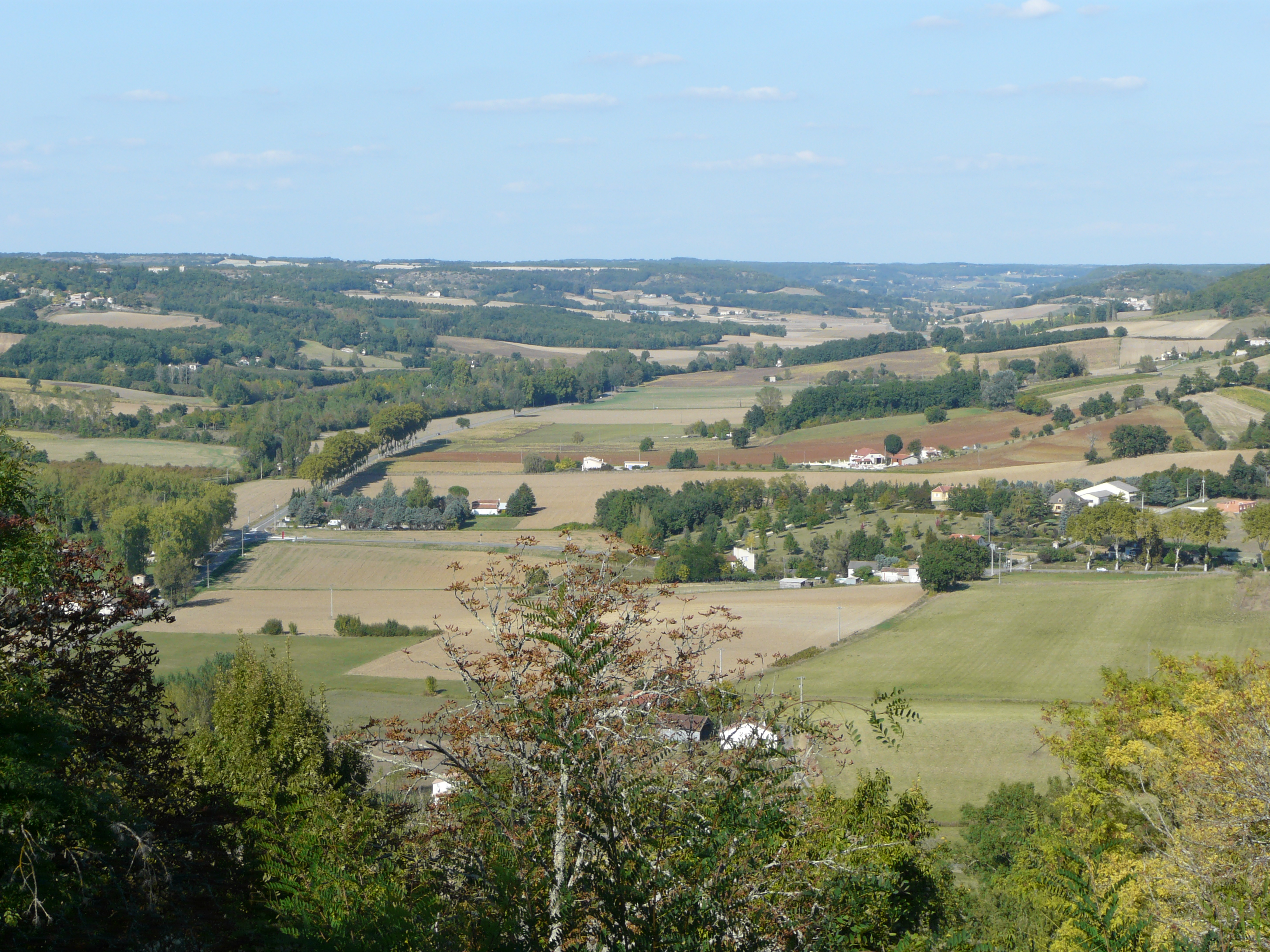
Vallée de la Barguelonnette.

### Cours
De 35,1 km de longueur, la Petite Barguelonne prend sa source dans la commune de Villesèque (Lot), près du lieudit le Cluzel, à 265 m d'altitude.
Elle coule globalement du nord-est vers le sud-ouest.
Elle conflue avec la Barguelonne sur sa rive droite, à la hauteur de la commune de Montesquieu (Tarn-et-Garonne), à 80 m d'altitude.

### Affluents
La Petite Barguelonne a quarante-et-un troncons affluents référencés dont :
- le ruisseau de Fraysse (rd), 3 km
- le ruisseau de Nègue Vieille (rg),
- le Tréboul (rd),
- le ruisseau de Lafargue (rd),
- le ruisseau de Saint-Caprais (rd),
- le ruisseau de Tartuguié (rd), 10,6 km
- le ruisseau de Pech Sec (rd), 3,3 km
- le ruisseau de Giret (rd),
- le Lendou (rg), 30,5 km
- le ruisseau de Saint-Jean (rd),
- le ruisseau de Pouchènes (rd),
- le ruisseau de la Baronne (rd), 3,4 km

### Territoires traversés

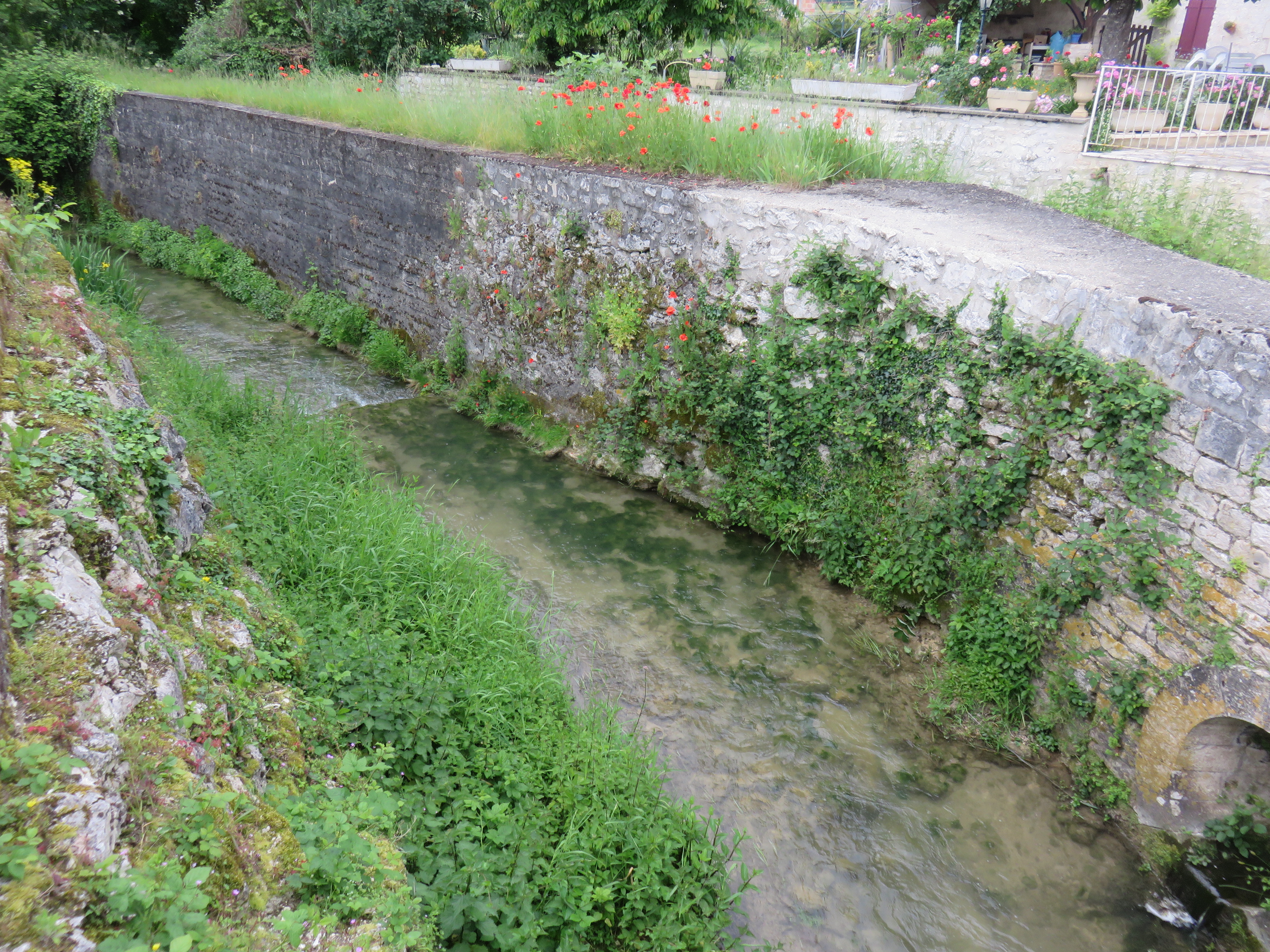
La Barguelonnette à Saint-Daunès, quelques kilomètres en aval de sa source.

La Petite Barguelonne traverse treize communes du Lot et du Tarn-et-Garonne :
- Lot (arrondissement de Cahors) : Villesèque (source), Saint-Pantaléon, Saint-Daunès, Montcuq, Lebreil
- Tarn-et-Garonne (arrondissement de Castelsarrasin) : Sainte-Juliette, Bouloc-en-Quercy, Lauzerte, Montagudet, Saint-Amans-de-Pellagal, Miramont-de-Quercy, Montbarla, Montesquieu (confluence).

Elle traverse cinq cantons :  le canton de Luzech où se trouve sa source, puis les cantons de Moncuq, Lauzerte, Bourg-de-Visa et Moissac-2 (confluence). 

## Hydrologie

### Bassin versant
La Petite Barguelonne traverse une seule zone hydrographique (O612, « La Petite Barguelonne ») de 273 km2 de superficie. Ce bassin versant est constitué à 68,98 % de territoires agricoles, à 30,23 % de forêts et milieux semi naturels, à 0,44 % de territoires artificialisés. 

### Débit
La Barguelonnette est une rivière dont le débit reste modéré et régulier. En été la rivière atteint l'étiage en amont, mais les petites crues du printemps la regonflent en volume. 
Les débits observés de 1971 à 2014 à la station de Montcuq (O6125010), à 140 m d'altitude, pour un bassin versant de 62 km2 donnent un module (moyenne annuelle) de 0,547 m3/s. Ils ne correspondent pas au débit de la rivière au confluent avec la Barguelonne, ne prenant notamment pas en compte l'apport en eau du Lendou. 
Les débits mensuels moyens à Montcuq sont les suivants :

## Administration

### Organisme gestionnaire
L'organisme gestionnaire est le Syndicat intercommunal d'aménagement hydraulique de la Barguelonne et du Lendou (SIAH).

### Écologie (ZNIEFF)
La Petite Barguelonne fait l'objet d'une ZNIEFF de type I de 23 hectares située dans les communes de Saint-Pantaléon et Villesèque et appelée Prairies du haut-vallon de la Petite Barguelonne et du ruisseau de Saint-Jean,